# Quan Hitler em va robar el conillet rosa
Quan Hitler em va robar el conillet rosa o L'any en què vam deixar de jugar (en alemany: Als Hitler das rosa Kaninchen stahl) és una pel·lícula familiar alemanya de 2019 dirigida per Caroline Link. Està basada en l'obra de Judith Kerr De quan Hitler va robar el conill rosa, escrita com a novel·la semiautobiogràfica. Es va doblar al català i es va emetre per primera vegada per televisió el 19 de novembre de 2022 al canal de TV3 amb el títol de Quan Hitler em va robar el conillet rosa. També s'ha editat una versió doblada al valencià per a À Punt amb el nom de L'any en què vam deixar de jugar.

## Argument
L'obra està ambientada al Berlín de la dècada de 1930, durant l'ascens del nazisme al poder, i tracta la història de l'Anna, una nena de 9 anys d'ascendència jueva que veu com el seu entorn i el de la seva família pateix una transformació radical. El punt d'inflexió més significatiu és quan, un dia, el seu pare desapareix i la resta de la seva família es veu obligada a emprendre el camí de l'exili per a sobreviure. Amb la fugida, l'Anna deixarà enrere molts records i objectes estimats, com ara un conill de peluix de color rosa, símbol de la seva infantesa.

## Repartiment
- Riva Krymalowski com a Anna Kemper
- Marinus Hohmann com a Max Kemper
- Carla Juri com a Dorothea Kemper
- Oliver Masucci com a Arthur Kemper
- Justus von Dohnányi com a Onkel Julius
- Ursula Werner com a Heimpi